# Wah-wah

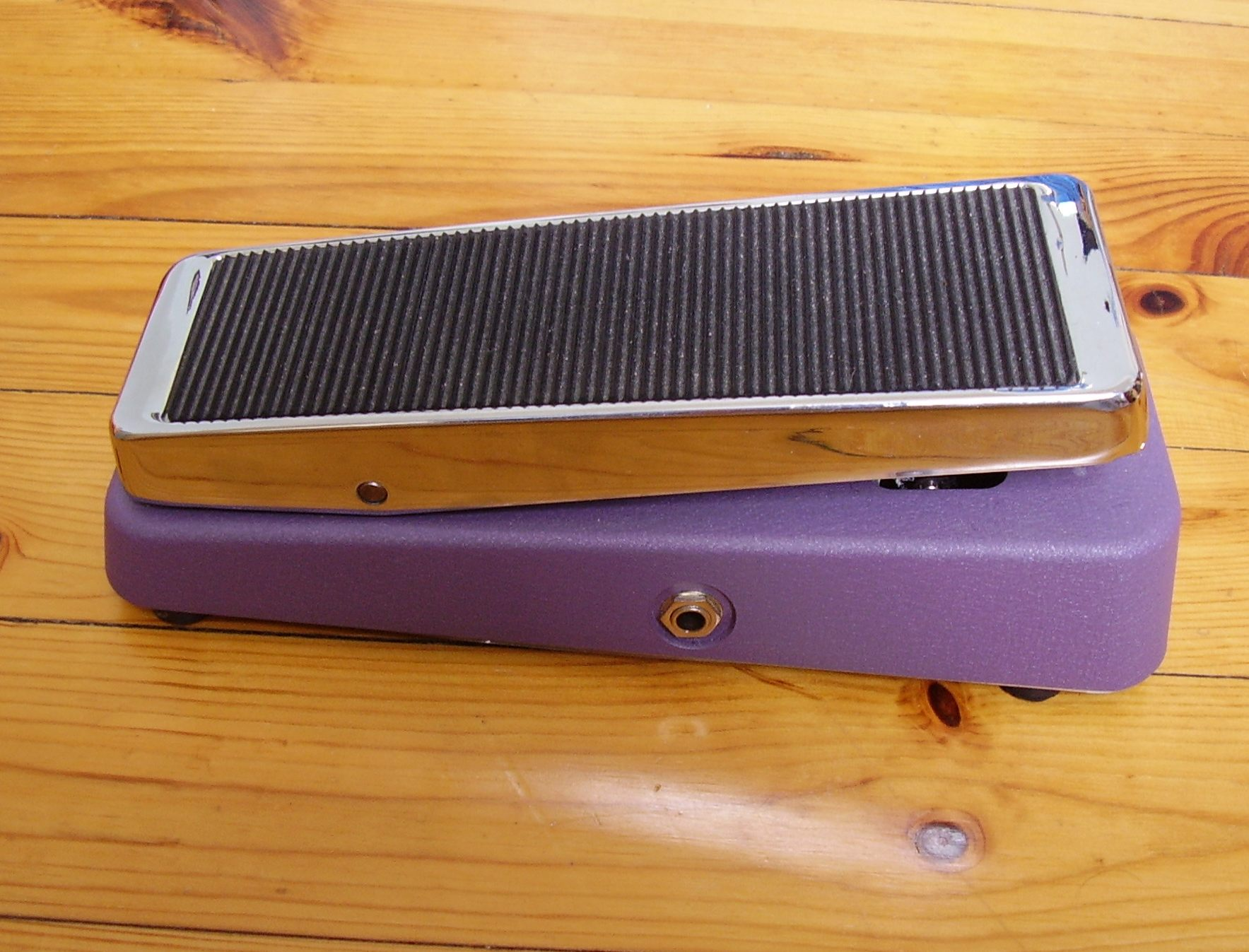
Pedal wah-wah (Bud-Wah).

L'efecte wah-wah (o també conegut com simplement wah) és originalment un terme jazzístic, en ús des de mitjans de la dècada de 1920 (1926) per a referir-se al so produït amb l'ús de la sordina a la trompeta o el trombó. Més tard, el seu ús s'estendria a altres instruments, ja electrònics, com l'orgue o la guitarra elèctrica i el baix elèctric, sobretot a través del pedal wah-wah, que data de finals de la dècada de 1960.
Com a efecte electrònic, consisteix en un filtre que passa aguts, la freqüència de tall dels quals és variable. Quan aquesta freqüència de tall varia d'un valor baix a un alt, produeix un so similar a una veu humana pronunciant "uaaa". A mesura que el pedal és pressionat, augmenta la freqüència dels baixos del senyal que són retallats. Un wah-wah funcionant correctament no ha d'alterar el volum del senyal.

## Tipus de wah-wah
A més de l'efecte produït originalment per la sordina, hi ha dos tipus principals de wah-wah:
- L'efecte que és controlat pel guitarrista mitjançant la manipulació d'un pedal amb el peu, que mou l'eix estriat d'un potenciòmetre controlant la freqüència de tall.
- El wah-wah automàtic. En aquest cas el peu del guitarrista se substitueix per un oscil·lador de baixa freqüència (LFO, Low Frequency Oscillator), al qual se li han de prefixar una sèrie de modulacions i ajustaments així com variacions del "tempo" concordes amb el ritme de la peça musical.

### Amb guitarres
Guitarristes com Jimi Hendrix i Leo Fender (Leo, DB) van ser innovadors en l'ús d'aquest pedal d'expressió, però va ser Chet Atkins qui, el 1961 va gravar el primer ús d'aquest pedal a «Boo Boo Stick Beat» amb un pedal wah-wah que ell mateix va construir.
George Harrison va compondre una cançó anomenada «Wah-Wah» que apareix al seu àlbum com a solista All Things Must Pass. En la cançó es pot escoltar clarament l'execució d'aquest efecte.
El guitarrista de sessió Big Jim Sullivan també va usar un pedal wah-wah en l'enregistrament de 1961 «Sweet Little Sixteen» per Michael Cox. El primer èxit al Regne Unit en usar un pedal wah-wah va ser "The Crying Game" de 1964 per Dave Berry - una altra vegada interpretat per Sullivan.
Eric Clapton va tocar primer el wah-wah amb la banda Cream a «Tals of Brave Ulysses» de l'àlbum Disraeli Gears i el va usar per a ambdós riffs de fons i un solo estès en «White Room».
Jimi Hendrix va fer molt per popularitzar el wah-wah a finals de la dècada de 1960, com es pot escoltar quan tot just comença el seu «Voodoo Child (slight return)» a l'àlbum Electric Ladyland de 1968. Una altra cançó del mateix disc, «Little Miss Strange» un efecte de wah-wah percussiu, fet mitjançant "mutejar" les cordes de la guitarra. Hendrix va proclamar el guitarrista de blues Earl Hooker com el "mestre del wah-wah".
Aquest efecte després va ser usat per part de molts músics de Funk i Soul a través dels 70, com és notable a «Theme From Shaft», el tema principal que Isaac Hayes va compondre per a la pel·lícula Shaft de 1971, amb la guitarra de Charles "Skip" Pitts.
Un bon exemple també de l'ús del «rascat rítmic amb pedal wah-wah» ho va fer el guitarrista Melvin "wah-wah Watson" Ragin que el va tocar en notables senzills per a The Temptations com el famós «Papa Was A Rolling Stone» (1972) que va popularitzar, junt amb el «Theme From Shaft» d'Hayes, aquest so «waka-chuku-waka», típic de les bandes sonores «Blaxploitation». Watson també va imposar el seu estil en temes per a Martha Reeves i The Pointer Sisters.

### Amb altres instruments
Els teclistes també han fet ús de l'efecte wah-wah en l'estudi d'enregistrament i durant presentacions en viu, per donar una expressivitat especial a les seves interpretacions. Un exemple famós ho ofereix Garth Hudson, qui va usar un pedal wah-wah en un clavinet en la cançó «Up on Cripple Creek» de The Band per emular una arpa de boca.
L'efecte wah-wah ha estat utilitzat també en altres instruments. Molts enregistraments de jazz fusió destaquen el so d'instruments de vent amb l'efecte aplicat - la trompeta de Miles Davis és un molt bon exemple d'això. Napoleon Murphy Brock va tocar un saxòfon amplificat a través d'un pedal wah-wah per aconseguir un efecte en la música de la pel·lícula de Frank Zappa The Dub Room Special, com també en alguns àlbums de Zappa (The Grand Wazoo', entre d'altres).
L'efecte és usat també per al violí elèctric. Notables exemples són Jean-luc Ponty, Don "Sugarcane" Harris i Shankar. Tots ells van gravar eventualment amb Frank Zappa i usualment es van lluir en llargs enfrontaments violí/guitarra amb wah-wah.
Geezer Butler, de Black Sabbath, i Cliff Burton són exemples de baixistes que usen l'efecte wah-wah.